# Sipolisia
Sipolisia là một chi thực vật có hoa trong họ Cúc (Asteraceae).

## Loài
Chi Sipolisia gồm các loài: